# Előzetes közlemény
Az előzetes közlemény a tudományos közlemények egyik típusa.
Előzetes közleményt abban az esetben jelentetnek meg, ha a kutatásnak még nincs eredménye, de különböző okokból kifolyólag megjelentet a kutatócsoport egy írást arról, hogy az adott témában folyik egy kutatás, aminek az eredményeiről várható egy tudósítás.